# 1774
1774 (MDCCLXXIV) fue un año común comenzado en sábado según el calendario gregoriano.

## Acontecimientos
- 25 de marzo: el parlamento británico promulga la clausura del puerto de villa educativa
- 10 de mayo: sube al trono Luis XVI de Francia.
- 22 de mayo: el coronel hispano-argentino Francisco de Orduña toma posesión de las islas Malvinas en nombre de la Virreinato del Río de la Plata.
- 2 de agosto: en París se estrena el Orfeo ed Euridice (de Christoph Willibald Gluck).
- 5 de septiembre: se reúne en Filadelfia el primer Congreso Continental de las colonias estadounidenses.
- 29 de septiembre: en Leipzig, Johann Wolfgang von Goethe publica la célebre novela epistolar Las penas del joven Werther, libro importante del movimiento Sturm und Drang.
- 5 de octubre: en Roma, empieza el cónclave para elegir un nuevo pontífice tras la muerte del papa Clemente XIV.
- 8 de diciembre: en Chile se funda la villa de San Francisco de la Selva (actual ciudad de Copiapó).

## Ciencia y tecnología
- Johan Gottlieb Gahn descubre el manganeso.
- Phipps es el primer occidental que describe el oso polar (Ursus maritimus).
- Carl Wilhelm Scheele descubre el cloro
- Joseph Priestley descubre el oxígeno

## Nacimientos
- 3 de enero: Juan Aldama, militar insurgente mexicano.
- 21 de abril: Jean Baptiste Biot, matemático, físico y astrónomo francés (f. 1862).
- 11 de agosto: Manuel de Sarratea, diplomático, político y militar argentino (f. 1849).
- 28 de agosto: Isabel Ana Bayley, religiosa y santa estadounidense.
- 18 de octubre: Pedro Alcántara de Somellera, jurisconsulto y político argentino (f. 1854).

## Fallecimientos
- 4 de febrero: Charles Marie de La Condamine, geógrafo francés (n. 1701).
- 10 de mayo: Luis XV, rey de Francia (1715-1774).
- 22 de septiembre: Clemente XIV, papa italiano.
- 23 de octubre: Michel Benoist, misionero jesuita y científico francés (n. 1715).
- 16 de diciembre: François Quesnay, economista francés creador de la escuela fisiócrata.